# Habrocestum egaeum
Habrocestum egaeum är en spindelart som beskrevs av Metzner 1999. Habrocestum egaeum ingår i släktet Habrocestum och familjen hoppspindlar. Inga underarter finns listade i Catalogue of Life.